# Liogenys
Liogenys – rodzaj chrząszczy z rodziny poświętnikowatych i podrodziny chrabąszczowatych. Obejmuje 118 opisanych gatunków. Zamieszkują głównie Amerykę Południową.

## Morfologia

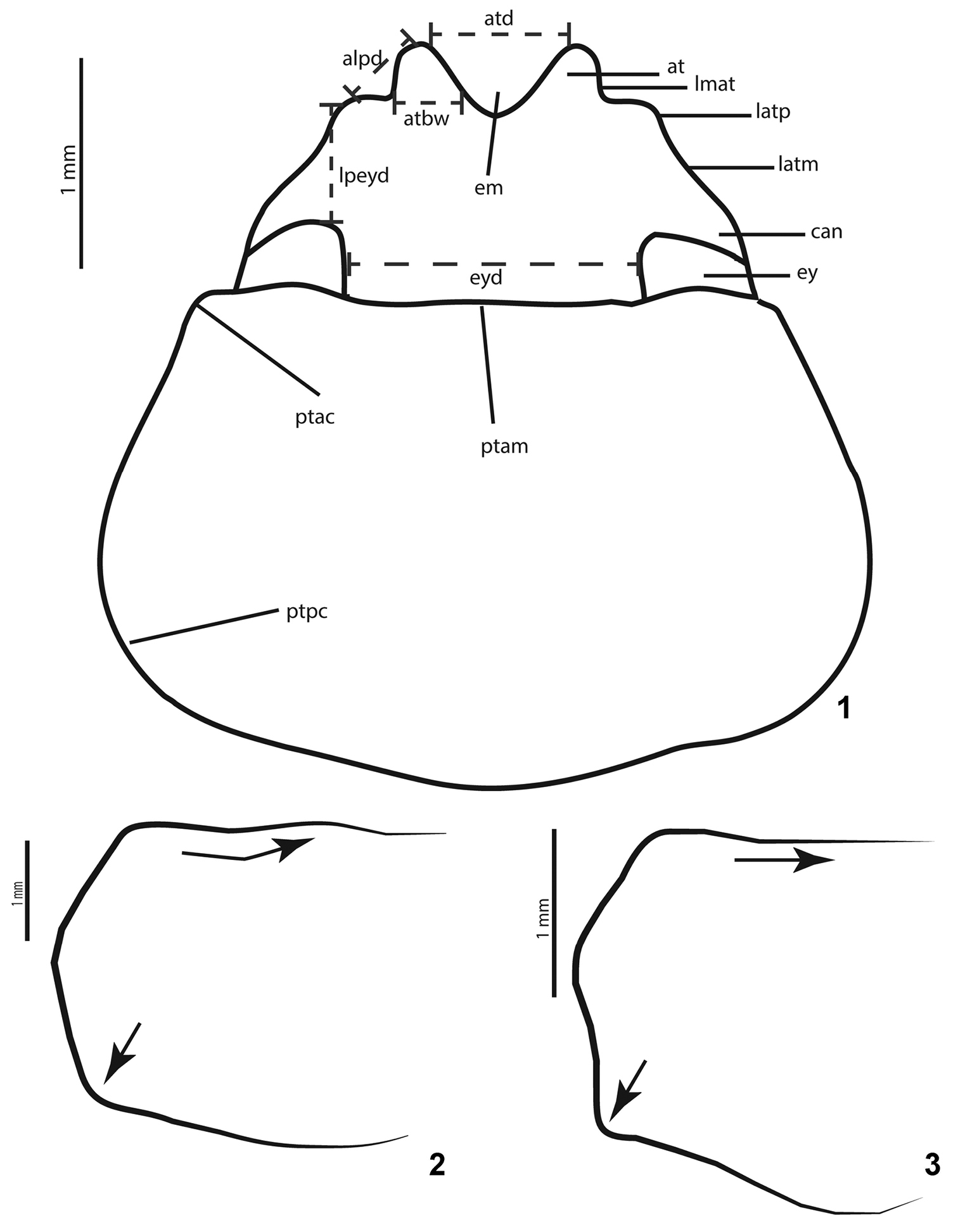
Cechy diagnostyczne na przedzie ciała. 1: głowa i przedplecze o zanikłych kątach tylnych, 2: przedplecze o słabo wysuniętej krawędzi przedniej i zaokrąglonych kątach tylnych, 3: przedplecze o prostej krawędzi przedniej i kanciastych kątach tylnych. alpd: odległość między ząbkiem przednim a wyrostkiem bocznym nadustka, at: ząbek przedni nadustka, atbw: szerokość nasady ząbka przedniego, atd: rozstaw ząbków przednich, can: występ policzka (canthus), em: wykrojenie krawędzi przedniej nadustka, ey: oko, eyd: rozstaw oczu, latm: krawędź boczna nadustka, latp: wyrostek boczny nadustka, lmat: krawędź boczna ząbka przedniego, lpeyd: odległość między krawędzią boczną ząbka przedniego a okiem, ptac: kąt przedni przedplecza, ptam: krawędź przednia przedplecza, ptpc: kąt tylny przedplecza

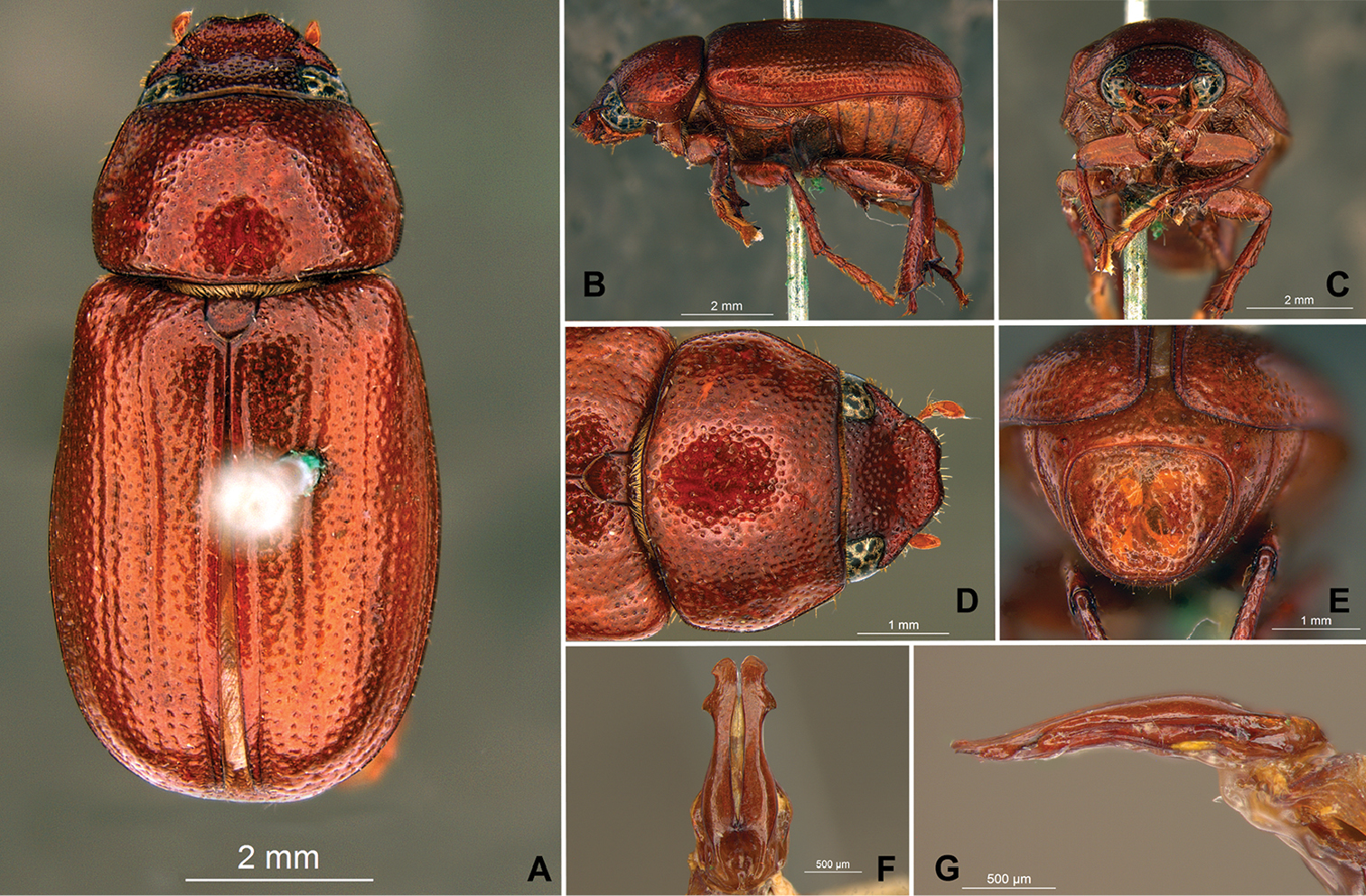
Liogenys rufocastanea

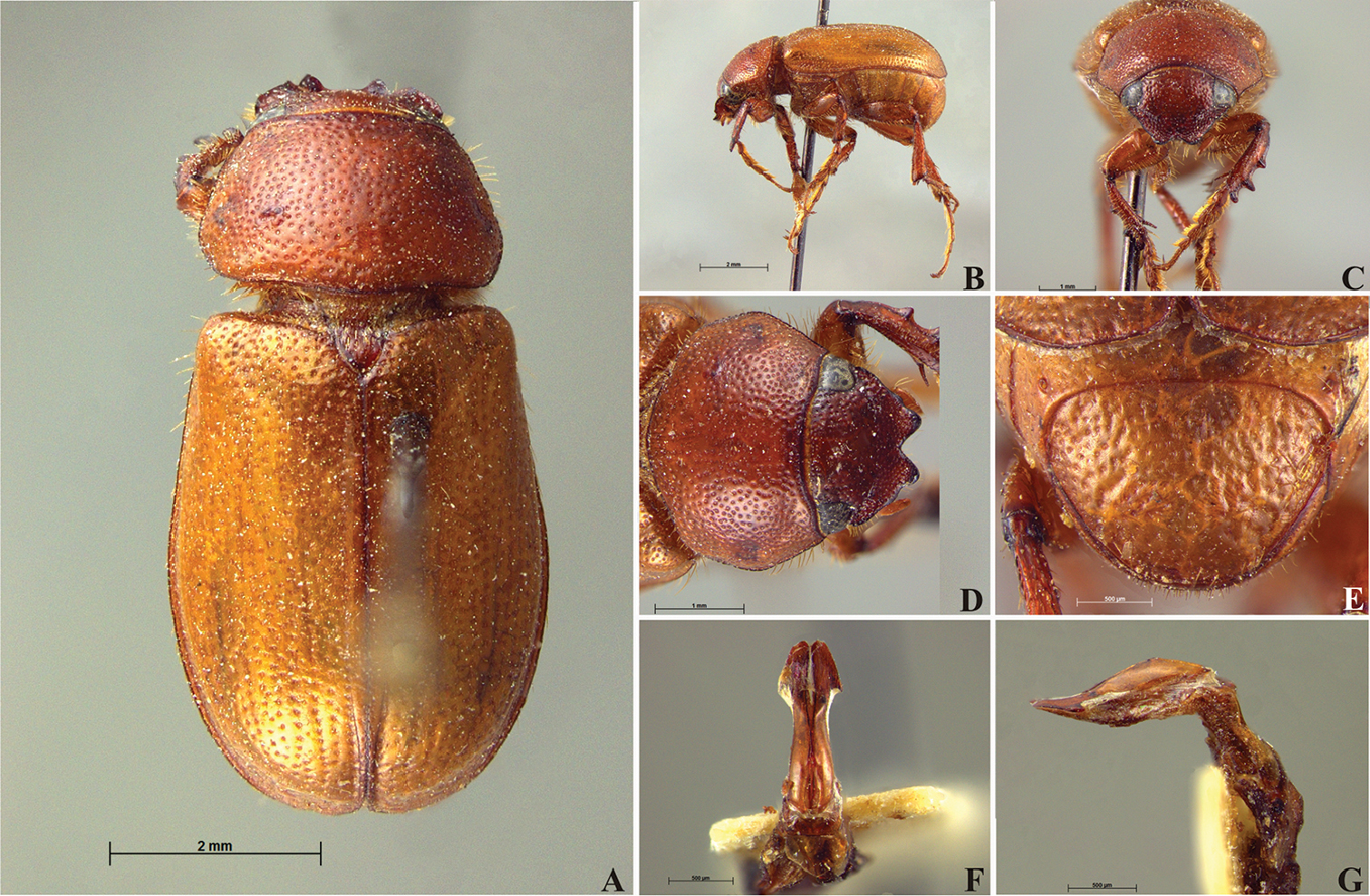
Liogenys corumbana

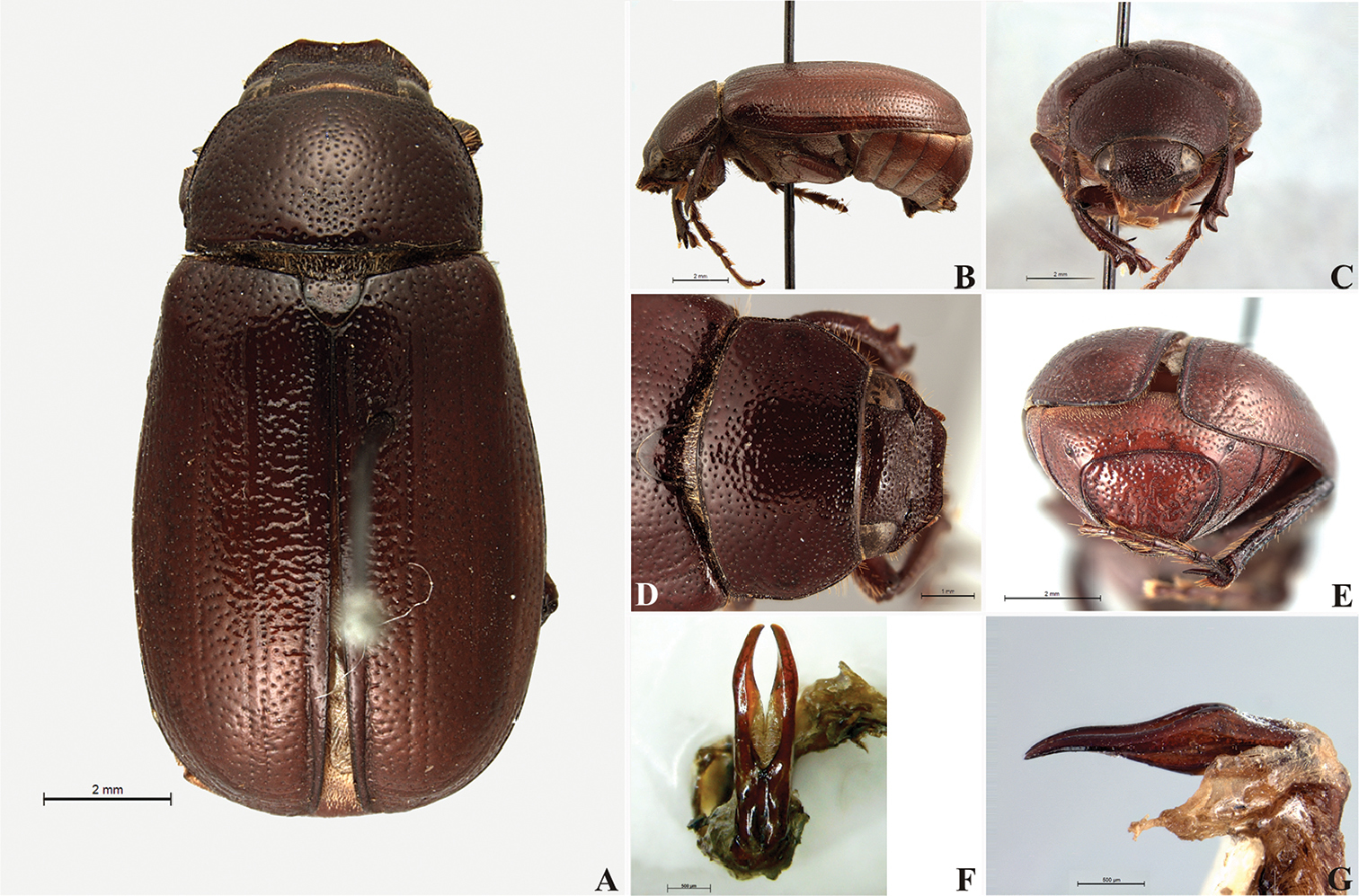
Liogenys elegans

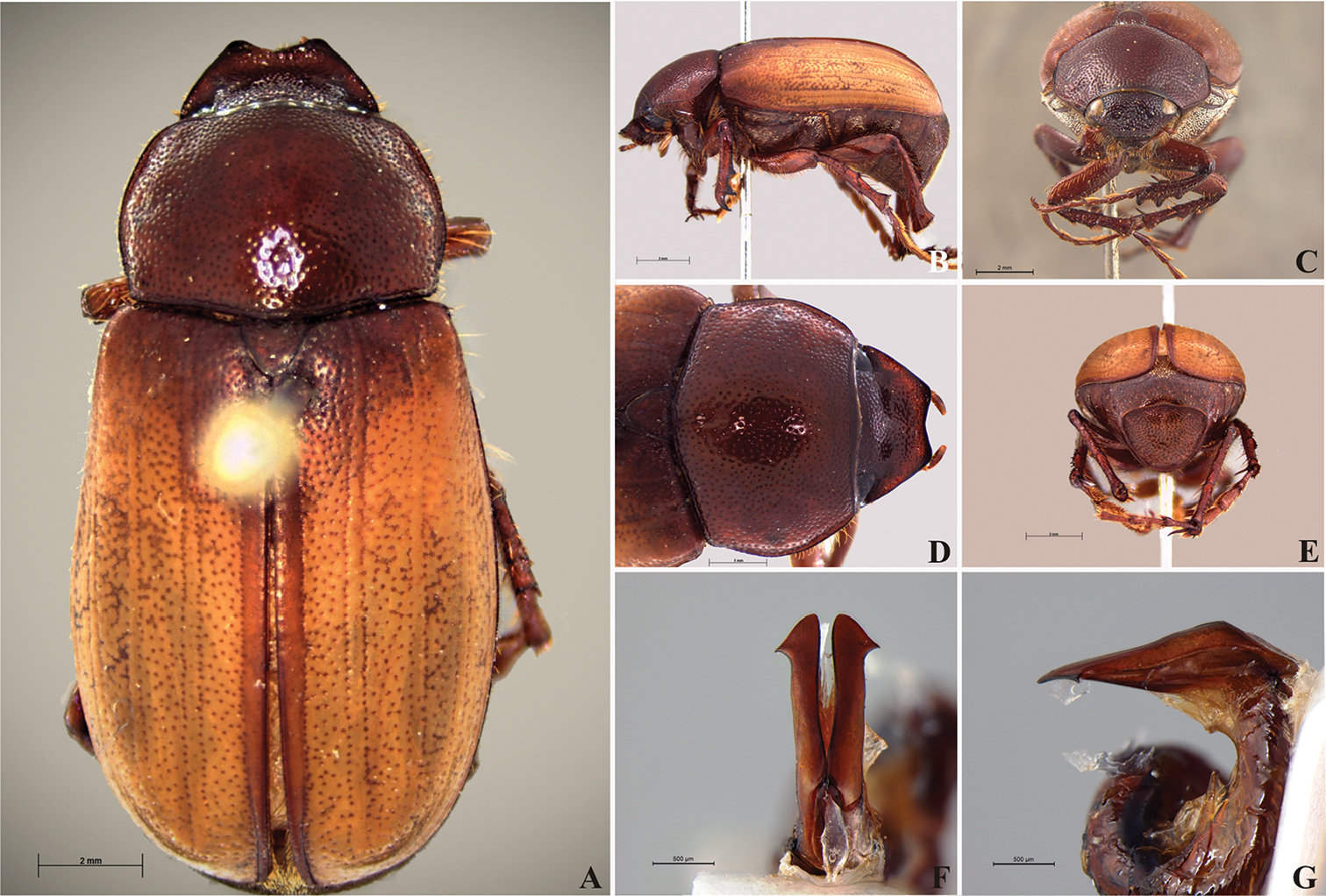
Liogenys suturalis

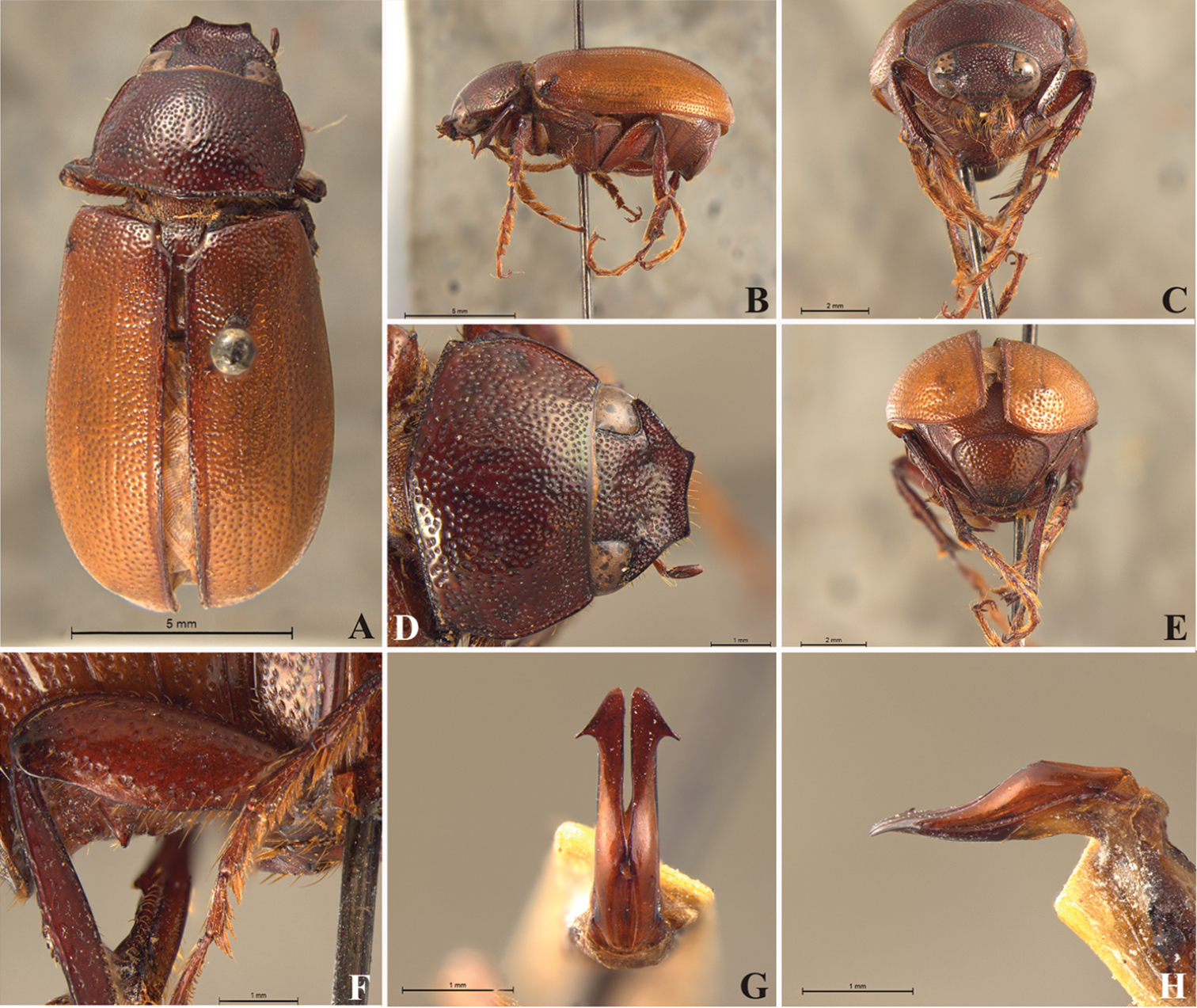
Liogenys testaceipennis

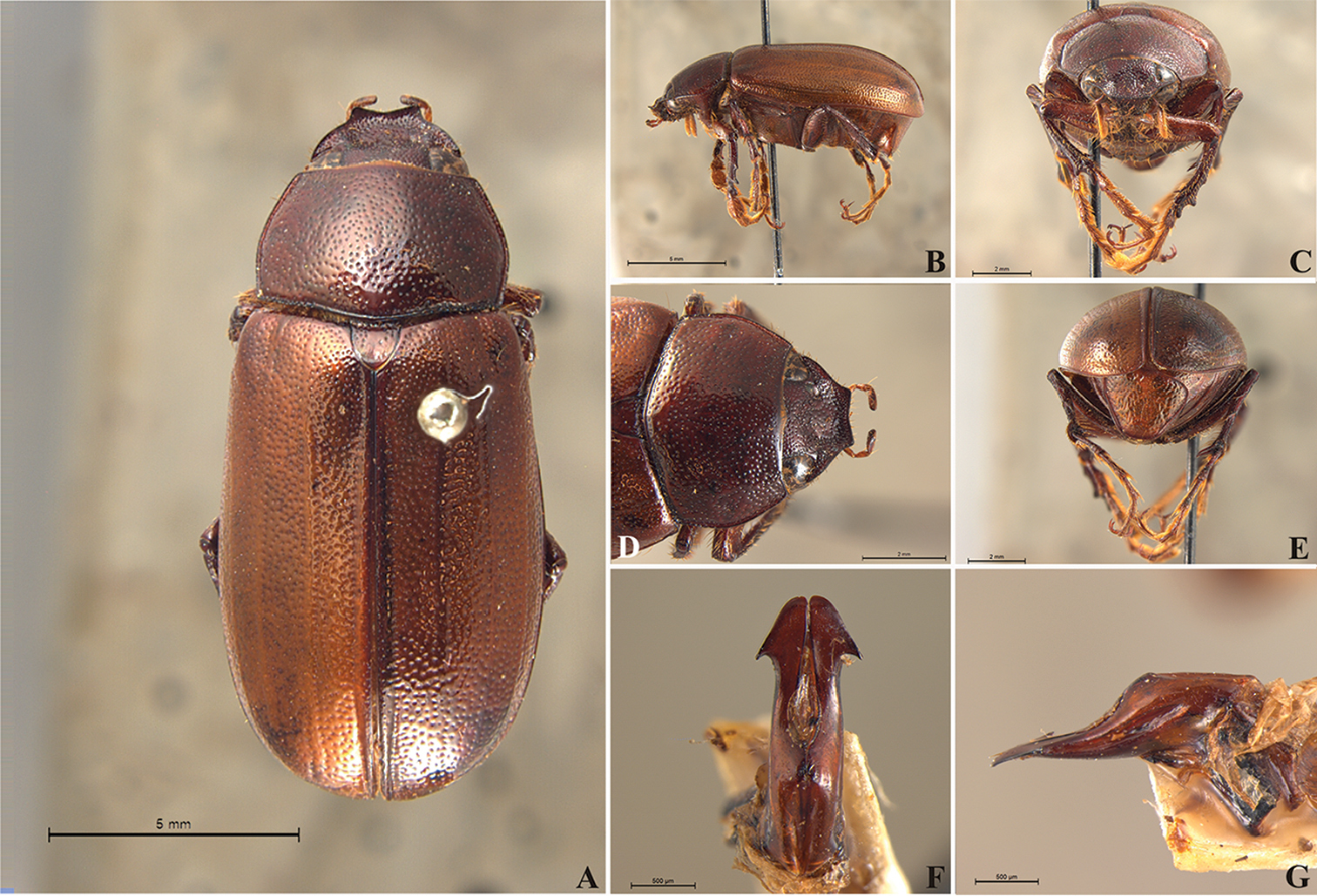
Liogenys tibialis

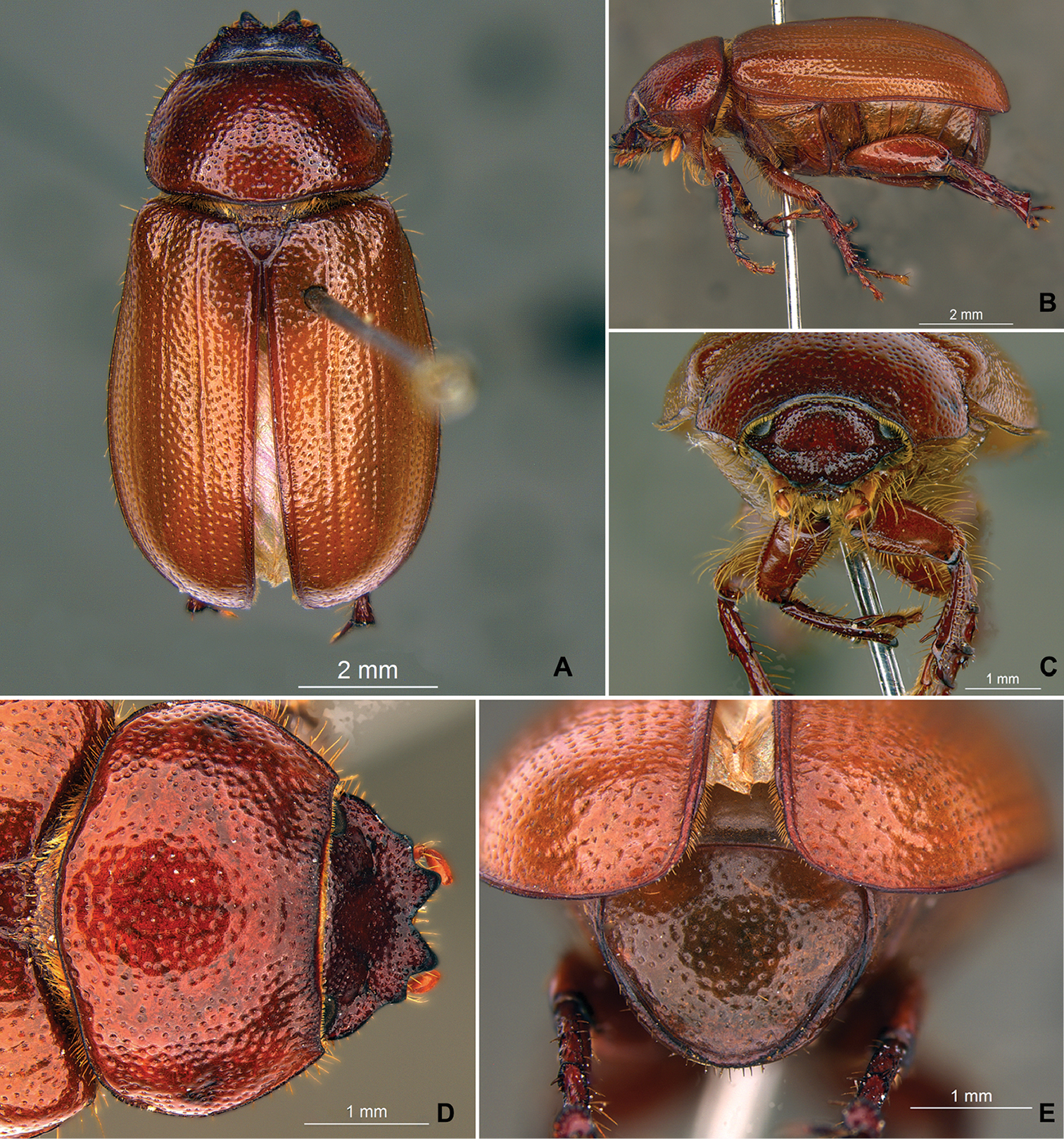
Liogenys femella

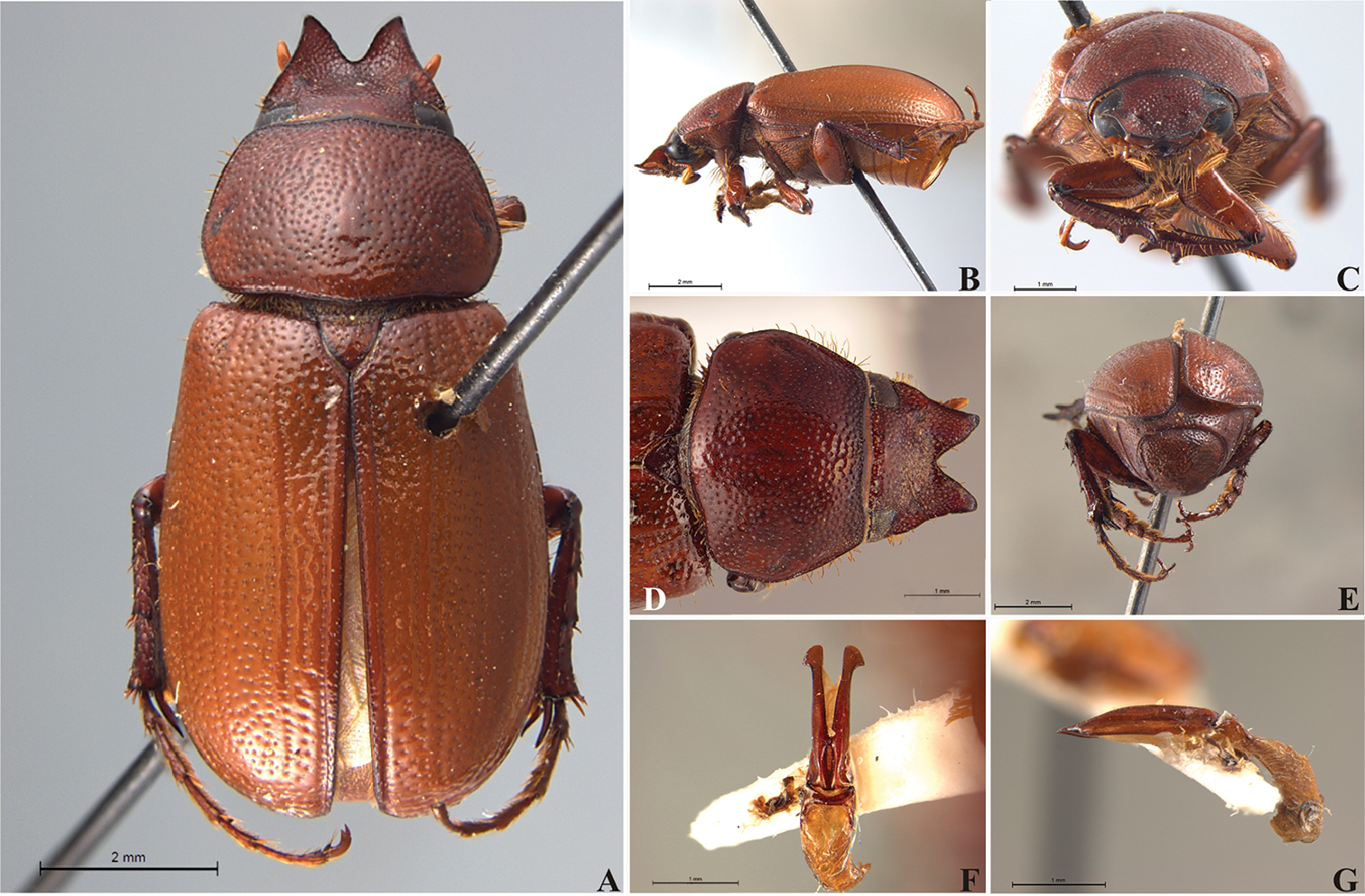
Liogenys diodon

Chrząszcze o ciele długości od 6,5 do 16,3 mm i szerokości od 3,5 do 8,3 mm, w zarysie wydłużonym, o prawie równoległych bokach, czasem nieco w tyle szerszym niż na przedzie. W ubarwieniu występują kolory żółtawy, brązowawy, rudobrązowy, fioletowawoczerwony i czarny.
Głowa odznacza się czołem i nadustkiem wspólnie wklęśniętymi zarówno w widoku bocznym, jak i grzbietowym. Nadustek jest ku przodowi odgięty, wykrojony, w widoku bocznym S-kształtny. Wypukła warga górna jest krótsza niż spód nadustka. Szczęki mają na prostej krawędzi zewnętrznej od czterech do pięciu ząbków u wierzchołka. Trapezowata, na szczycie najszersza warga dolna ma wydrążoną bródkę i krótszy od tego wydrążenia, na przedzie wykrojony języczek.
Najszersze pośrodku przedplecze ma prostą do lekko pośrodku wypukłej krawędź przednią oraz zaokrąglone lub niewyróżnialne kąty tylne. Tarczka jest trójkątna, ostrołukowa lub zaokrąglona. Grubo i gęsto punktowane pokrywy mają po trzy lub cztery żeberka oddalone od siebie na dwukrotność szerokości oraz nabrzmiałość przedwierzchołkową położoną bliżej szwu niż krawędzi zewnętrznej. 
Odnóża zwieńczone są rozdwojonymi pazurkami. Biodra tylnej pary są porośnięte albo szczecinkami albo łuskami, natomiast na tych pary pierwszej mogą występować jedne i drugie. Golenie przedniej pary mają dwie listewki podłużne na środku dysku, wklęśniętą i zwykle na szczycie opatrzoną ostrogą krawędź wewnętrzną, a na krawędzi zewnętrznej trzy ząbki, z których nasadowy jest najmniejszy, a u samców czasem wręcz zanikły. Dłuższe od głowy stopy przedniej pary odznaczają się członem pierwszym krótszym od drugiego. Golenie pary środkowej mają parę ostróg i koronę z kolców na wierzchołku oraz jedną lub dwie opatrzone kolcami nie dłuższymi niż te w koronie listewki poprzeczne.
Odwłok ma pygidium odsłonięte, prawie kwadratowe do prawie trapezowatego, co najmniej dwukrotnie dłuższe od piątego z widocznych sternitów; niekiedy odsłonięte częściowo lub w całości jest także propygidium. Punktowanie na pygidium jest pępkowate lub brak go zupełnie. Genitalia samca mają paramery rozwidlone, z rowkiem wzdłuż środka okolicy nasadowej i wyrostkami na krawędzi zewnętrznej.

## Ekologia i występowanie
Owady spotykane w rozmaitych siedliskach od wybrzeży po wyższe położenia górskie, dochodzące do rzędnych 4100 m n.p.m.
Rodzaj neotropikalny, znany z Panamy, Kolumbii, Wenezueli, Brazylii, Peru, Boliwii, Paragwaju, Urugwaju, Chile i Argentyny. Na południe sięga do 46°S.

## Taksonomia
Takson ten wprowadzony został w 1831 roku przez Félixa Édouarda Guérina-Méneville’a jako monotypowy, z opisanym w tej samej publikacji L. castaneus jako jedynym gatunkiem. Nazwa rodzajowa pochodzi od greckich słów λείος (leios), oznaczającego „gładka”, oraz γένυς (genys), oznaczającego „broda”.
Do rodzaju tego zalicza się 118 opisanych gatunków:

- Liogenys abnormis Moser, 1918
- Liogenys acuta Cherman, 2019
- Liogenys acutidens Moser, 1919
- Liogenys amazonica Cherman, 2019
- Liogenys angustitarsis Cherman, 2019
- Liogenys argentinus Moser, 1918
- Liogenys bicuspis Moser, 1919
- Liogenys bidentata Burmeister, 1855
- Liogenys bidenticeps Moser, 1919
- Liogenys bilobata Frey, 1969
- Liogenys boliviensis Moser, 1919
- Liogenys brachyclypeata Cherman, 2020
- Liogenys calcarata Frey, 1970
- Liogenys cartwrighti Frey, 1969
- Liogenys castaneus (Guérin-Ménéville, 1830)
- Liogenys cavifrons Cherman, 2017
- Liogenys clinocarinata Cherman, 2019
- Liogenys clipeosetosa Cherman, 2021
- Liogenys concolor Blanchard, 1851
- Liogenys corumbana Moser, 1921
- Liogenys crassopunctata Cherman, 2019
- Liogenys cribricollis Moser, 1921
- Liogenys densata Frey, 1969
- Liogenys densicollis Moser, 1921
- Liogenys denticeps Blanchard, 1851
- Liogenys denticulata Moser, 1918
- Liogenys diodon Burmeister, 1855
- Liogenys elegans Nonfried, 1891
- Liogenys femella Cherman, 2017
- Liogenys ferrugata (Mannerheim, 1829)
- Liogenys flaveola Moser, 1924
- Liogenys flavicollis Frey, 1964
- Liogenys flavida Moser, 1918
- Liogenys forcipata Frey, 1970
- Liogenys forsteri Frey, 1975
- Liogenys foveata Cherman, 2021
- Liogenys freyi Cherman, 2017
- Liogenys fulvescens Blanchard, 1851
- Liogenys fusca Blanchard, 1851
- Liogenys gebieni Moser, 1921
- Liogenys genieri Smith & Cherman, 2021
- Liogenys granadina Cherman, 2021
- Liogenys grandis Philippi, 1864
- Liogenys grossii Cherman, 2017
- Liogenys hirsuta Cherman, 2019
- Liogenys hirta Gutiérrez, 1951
- Liogenys hirtipennis Frey, 1969
- Liogenys isotarsis Cherman, 2021
- Liogenys kadleci Frey, 1970
- Liogenys kuntzeni Moser, 1921
- Liogenys laminiceps Moser, 1918
- Liogenys latipalpa Moser, 1919
- Liogenys latitarsis Moser, 1918
- Liogenys latoemarginata Cherman, 2019
- Liogenys leechi Frey, 1967
- Liogenys leviscutata Cherman, 2019
- Liogenys lucialmeidae Cherman, 2020
- Liogenys lucida Burmeister, 1881
- Liogenys macropelma Bates, 1887
- Liogenys martinezi Cherman, 2020
- Liogenys maxillaricuspis Cherman, 2020
- Liogenys mendozana Moser, 1918
- Liogenys minuta Moser, 1924
- Liogenys morio Burmeister, 1855
- Liogenys moroni Cherman, 2015
- Liogenys moseri Frey, 1969
- Liogenys neoforcipata Cherman, 2021
- Liogenys nigrofusca Moser, 1918
- Liogenys obesa Burmeister, 1855
- Liogenys obesina Frey, 1969
- Liogenys obesula Gutiérrez, 1951
- Liogenys obscura Blanchard, 1851
- Liogenys opacicollis Fairmaire, 1892
- Liogenys opacipennis Frey, 1969
- Liogenys opthalmica Frey, 1973
- Liogenys ornativentris Cherman, 2019
- Liogenys pallens Blanchard, 1851
- Liogenys pallidicornis Blanchard, 1851
- Liogenys palpalis (Eschscholtz, 1822)
- Liogenys parallela Frey, 1965
- Liogenys parva Blanchard, 1851
- Liogenys penai Gutiérrez, 1951
- Liogenys perotryssoidea Keith, 2004
- Liogenys piauiensis Cherman, 2017
- Liogenys pilosipennis Moser, 1918
- Liogenys pruinosa Moser, 1918
- Liogenys pseudosanctaecrucis Cherman, 2017
- Liogenys pseudospiniventris Cherman, 2017
- Liogenys pubisternis Bates, 1887
- Liogenys punctaticollis (Blanchard, 1851)
- Liogenys quadrata Cherman, 2019
- Liogenys quadridens (Fabricius, 1798)
- Liogenys quadridentata Blanchard, 1851
- Liogenys rectangulus Frey, 1969
- Liogenys rodriguesi Cherman, 2019
- Liogenys rotundicollis Cherman, 2017
- Liogenys rufocastanea Moser, 1918
- Liogenys rufoflava Moser, 1918
- Liogenys rugosicollis Frey, 1969
- Liogenys sanctaecrucis Blanchard, 1851
- Liogenys schneiderae Cherman, 2021
- Liogenys seabrai Martínez, 1957
- Liogenys sinuaticeps Moser, 1918
- Liogenys spiniventris Moser, 1918
- Liogenys sulcoventris Cherman, 2017
- Liogenys susanalbertorum Cherman, 2019
- Liogenys suturalis (Blanchard, 1851)
- Liogenys tarsalis Moser, 1921
- Liogenys testaceipennis Moser, 1918
- Liogenys tibialis Moser, 1918
- Liogenys truncata Cherman, 2021
- Liogenys unicolor Evans, 2003
- Liogenys variabilis Cherman, 2019
- Liogenys vazdemelloi Cherman, 2019
- Liogenys vicina Frey, 1969
- Liogenys wagenknechti Gutiérrez, 1951
- Liogenys xanthocera Harold, 1869
- Liogenys zischkai Frey, 1965